# Paratropus anthracinus
Paratropus anthracinus är en skalbaggsart som beskrevs av Lewis 1891. Paratropus anthracinus ingår i släktet Paratropus och familjen stumpbaggar. Inga underarter finns listade i Catalogue of Life.